# Dirka po Španiji 1935
Dirka po Španiji 1935 (špansko Vuelta a España 1935) je premierna izvedba dirke po Španiji, tritedenske moške cestne kolesarske etapne dirke. Začela se je 29. aprila v Madridu in končala 29. maja v Madridu. Sodelovalo je 50 kolesarjev iz sedmih držav ter dveh ekip B.H. in Orbea.. Rumeno majico je osvojil Gustaaf Deloor, drugo mesto Mariano Cañardo, tretje pa Antoine Dignef. Zeleno majico je osvojil Edoardo Molinar.

## Ekipe
- Avstrija
- Belgija
- Francija
- Italija
- Nizozemska
- Španija
- Švica

## Etape
| Etapa | Datum     | Štart/Cilj               | Razdalja    | Tip         | Tip             | Zmagovalec             |             |
| ----- | --------- | ------------------------ | ----------- | ----------- | --------------- | ---------------------- | ----------- |
| 1     | 29. april | Madrid – Valladolid      | 185 km      |             | gorska etapa    | Antoine Dignef (BEL)   |             |
| 2     | 30. april | Valladolid – Santander   | 251 km      |             | gorska etapa    | Antonio Escuriet (ESP) |             |
|       | 1. maj    | dan počitka              | dan počitka | dan počitka | dan počitka     | dan počitka            | dan počitka |
| 3     | 2. maj    | Santander – Bilbao       | 199 km      |             | gorska etapa    | Gustaaf Deloor (BEL)   |             |
| 4     | 3. maj    | Bilbao – San Sebastián   | 235 km      |             | gorska etapa    | Antoine Dignef (BEL)   |             |
| 5     | 4. maj    | San Sebastián – Zaragoza | 264 km      |             | gorska etapa    | Mariano Cañardo (ESP)  |             |
| 6     | 5. maj    | Zaragoza – Barcelona     | 310 km      |             | ravninska etapa | François Adam (BEL)    |             |
|       | 6. maj    | dan počitka              | dan počitka | dan počitka | dan počitka     | dan počitka            | dan počitka |
| 7     | 7. maj    | Barcelona – Tortosa      | 188 km      |             | ravninska etapa | Antonio Montes (ESP)   |             |
| 8     | 8. maj    | Tortosa – Valencija      | 188 km      |             | ravninska etapa | Max Bulla (AUT)        |             |
| 9     | 9. maj    | Valencija – Murcia       | 265 km      |             | ravninska etapa | Salvador Cardona (ESP) |             |
| 10    | 10. maj   | Murcia – Granada         | 285 km      |             | ravninska etapa | Max Bulla (AUT)        |             |
| 11    | 11. maj   | Granada – Sevilla        | 260 km      |             | ravninska etapa | Gustaaf Deloor (BEL)   |             |
|       | 12. maj   | dan počitka              | dan počitka | dan počitka | dan počitka     | dan počitka            | dan počitka |
| 12    | 13. maj   | Sevilla – Cáceres        | 270 km      |             | gorska etapa    | François Adam (BEL)    |             |
| 13    | 14. maj   | Cáceres – Zamora         | 275 km      |             | gorska etapa    | Edoardo Molinar (ITA)  |             |
| 14    | 15. maj   | Zamora – Madrid          | 250 km      |             | gorska etapa    | Gustaaf Deloor (BEL)   |             |
|       | Skupaj    | Skupaj                   | 3425 km     | 3425 km     | 3425 km         | 3425 km                |             |

## Končna razvrstitev
| Legenda | Legenda                                  | Legenda | Legenda                                    |
| ------- | ---------------------------------------- | ------- | ------------------------------------------ |
|         | Predstavlja vodilnega v skupnem seštevku |         | Predstavlja vodilnega v gorski razvrstitvi |

### Rumena majica
| Poz. | Kolesar                 | Ekipa | Čas          |
| ---- | ----------------------- | ----- | ------------ |
| 1    | Gustaaf Deloor (BEL)    | B.H.  | 120h 00' 07" |
| 2    | Mariano Cañardo (ESP)   | Orbea | + 13' 28"    |
| 3    | Antoine Dignef (BEL)    | B.H.  | + 20' 10"    |
| 4    | Edoardo Molinar (ITA)   | Orbea | + 22' 42"    |
| 5    | Max Bulla (AUT)         | Orbea | + 27' 65"    |
| 6    | Alfons Deloor (BEL)     | B.H.  | + 47' 27"    |
| 7    | Paolo Bianchi (ITA)     | Orbea | + 51' 51"    |
| 8    | Fernand Fayolle (FRA)   | Orbea | + 52' 58"    |
| 9    | Walter Blattmann (SUI)  | Orbea | + 1h 09' 02" |
| 10   | Marinus Valentijn (NED) | B.H.  | + 1h 09' 46" |

### Zelena majica
| Poz. | Kolesar               | Ekipa | Točke |
| ---- | --------------------- | ----- | ----- |
| 1    | Edoardo Molinar (ITA) | Orbea | 68    |
| 2    | Luigi Barral (ITA)    | Orbea | 68    |
| 3    | Leo Amberg (SUI)      | Orbea | 51    |
| 4    | Antoine Dignef (BEL)  | B.H.  | 41    |
| 5    | François Adam (BEL)   | B.H.  | 41    |
| 6    | Salvador Molina (ESP) | Orbea | 39    |
| 7    | Mariano Cañardo (ESP) | Orbea | 33    |
| 8    | Gustaaf Deloor (BEL)  | B.H.  | 30    |
| 9    | Fermín Trueba (ESP)   | B.H.  | 29    |
| 10   | Vicente Trueba (ESP)  | B.H.  | 25    |